# Wuxi
Wuxi (无锡 în chineză)  este un vechi oraș industrial din sudul provinciei Jiangsu, estul Chinei, situat la 135 km înspre nord-vestul orașului Shanghai, între Changzhou și Suzhou, și unul dintre orașele principale din delta fluviului Yangtze. Este vechea capitală fondatoare a statului Wu și locul apariției culturii Wu.
Orașul are o populație de 7.462.135 locuitori (2020)
, pe o suprafață de doar 517.7 km².
Wuxi este un oraș important din punct de vedere istoric și cultural și a fost un centru economic de producție înfloritor din cele mai vechi timpuri și un centru de export de orez, mătase și textile. În ultimele decenii s-a remarcat ca un centru de producție major de motoare electrice, de software, de tehnologie solară și de piese de biciclete. Orașul se află în delta de sud a râului Yangtze și pe lacul Tai, care, cu cele 48 de insulițe, este popular printre turiști. Printre reperele notabile ale orașului se includ parcul Lihu, zona pitorească a Muntelui Lingshan Marelui Buddha (și statuia sa de 88 metri Marele Buddha la Ling Shan), Parcul Xihui, Grădina Zoologică din Wuxi, Parcul de distracții Lacul Taihu și Muzeul din Wuxi.
Orașul este deservit de Aeroportul Internațional Sunan Shuofang, care a fost deschis în 2004, de metroul din Wuxi, deschis în 2014 și de de calea ferată interurbană de mare viteză Shanghai-Nanjing și calea ferată de mare viteză Beijing-Shanghai, care îl leagă de Shanghai.
Wuxi este, de asemenea, un oraș important aflat printre primele 500 de orașe din lume după volumul de cercetări științifice, după cum sunt catalogate de Nature Index și găzduiește Universitatea Jiangnan, singura universitate națională cheie din oraș a fostului „Proiect 211”  (proiect de pregătire a universităților chineze pentru secolul al XXI-lea). Wuxi posedă, de asemenea, unul dintre cele mai mari niveluri de PIB pe cap de locuitor dintre orașele din China.

## Personalități născute aici
- Ni Zan⁠(d) (1301 – 1374), pictor;
- Qian Zhongshu (1910 – 1998), scriitor;
- Qian Weichang⁠(d) (1912 – 2010), fizician;
- Zhu Lin (n. 1994), jucătoare de tenis.